# Musculus triceps brachii

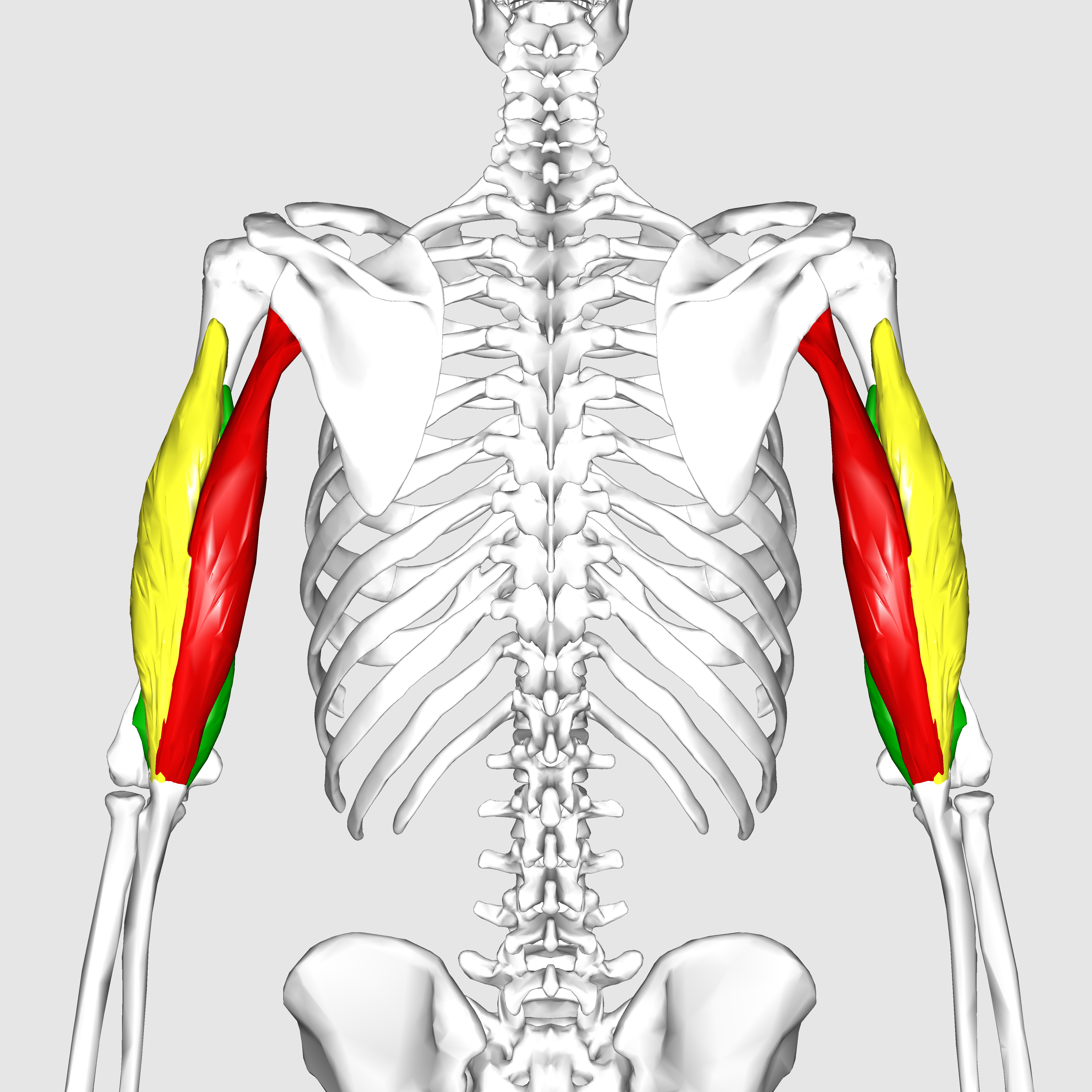
Triceps brachii von hinten. Die drei Muskelbündel, die den Triceps bilden, sind farblich hervorgehoben.
Langer Muskelkopf.
Lateraler (Seitlicher) Kopf.
Medialer (Innerer) Kopf.

Der Musculus triceps brachii (lat. für „dreiköpfiger Armmuskel“), oft nur Trizeps genannt, sitzt auf der Rückseite des Oberarms und ist der einzige Strecker des Ellenbogens. Er zieht den gebeugten Unterarm nach hinten, bis das Olecranon (Ellbogenhöcker) die weitere Bewegung im Ellbogengelenk blockiert.
Der Trizeps besteht aus drei Muskelköpfen. Der lange Kopf, das Caput longum, entspringt am Schulterblatt unterhalb der Gelenkpfanne und ist an der Bildung der lateralen und medialen Achsellücke beteiligt. Die beiden übrigen Anteile (Caput mediale und Caput laterale) entspringen an der Rückseite des Oberarmknochens. Im unteren Drittel des Oberarms vereinigen sie sich zu einer gemeinsamen Endsehne, die an der Elle ansetzt. Das obere Drittel des Trizeps wird vom Musculus deltoideus bedeckt. Bei einigen Säugetieren (z. B. Raubtiere) besitzt der Muskel einen vierten Kopf, Caput intermedium.

## Deskriptive Anatomie
Das Caput longum entspringt mit platter, kurzer Sehne unterhalb der Cavitas glenoidalis vom Tuberculum infraglenoidale, und außerhalb der Gelenkkapsel. Der lange Kopf zieht dann zwischen Teres minor und major hindurch zum Oberarm, in dessen Mitte seine Muskelfasern in eine breite Sehnenplatte übergehen, die sich zum Teil am Olecranon befestigt, zum Teil in die Unterarmfaszie ausstrahlt. Bei kontrahiertem Muskel hebt sich dieser Sehnenspiegel als vertiefte Stelle gegenüber den vorspringenden Muskelwülsten deutlich ab. In diese Sehnenplatte gehen auch die Fasern der beiden humeralen Köpfe des Triceps über. Das Caput longum hat die längsten Muskelfasern, aber einen kleineren Querschnitt und deshalb weniger Kraft als die anderen beiden Köpfe jeweils haben.
Von der Vorderfläche des langen Kopfes können sehnige Bündel zur Sehne des Latissimus dorsi ziehen („Caput minimum tricipitis“).
Das Caput mediale umhüllt unterhalb der spiralförmige Rinne für den Nervus radialis (Sulcus n. radialis) die gesamte dorsale Seite des Humerusschaftes und kommt besonders an der medialen Seite des Oberarmes an die Oberfläche. Sein Ursprung geht bis dicht an die Gelenkkapsel des Ellenbogengelenks heran. Zudem entspringt der Muskel von beiden Septa intermuscularia. Im Detail sind seine proximalen Fasern am längsten, welche in etwa den Verlauf des M. coracobrachialis (im Sinne einer Muskelkette) fortsetzen. Die distalen Fasern sind hingegen kurz und fächerförmig um das Ellenbogengelenk herum angeordnet. Die Anteile, die vom Epicondylus lateralis humeri kommen, verlaufen dann beinahe quer nach radial hin zum Olekranon. Die Spitze des lateralen Epicondylus ist hingegen vollständig frei von Muskeln und kommt deswegen so prominent zum Vorschein.
Das Caput laterale liegt oberflächlich und bedeckt zum größten Teil die laterale Fläche des Caput mediale, aber nicht vollständig, so dass oberhalb des Epicondylus lateralis humeri ein kleiner Bezirk des Caput mediale an die Oberfläche kommt. Seine Ursprungsfläche seitlich des Sulcus n. radialis ist nicht flächig, sondern eher schmal wie bei einer Linie. Er kann bis hinauf zum Tuberculum majus reichen.
Eine unmittelbare Fortsetzung des Caput mediale bildet ein kleiner, kurzer, dreieckiger Muskel: M. anconeus, Knorrenmuskel, der vom Epicondylus lateralis humeri entspringt, an der dorsalen Kante der Ulna ansetzt und die Gelenkkapsel strafft („Kapselspanner“).
Als Variante wird der vom N. ulnaris versorgte M. epitrochleoanconaeus, der den Sulcus n. ulnaris überbrückt, beschrieben.
Die Endsehne des Trizeps ist eine große Sehnenplatte, welche am Olecranon breitflächig inseriert. Bei aktiver Kontraktion des Muskels kann man dieses als Vertiefung gut durch die Haut sehen und tasten. Einige Studien weisen darauf hin, dass die Insertion am Olecranon durch mehrere Sehnen der einzelnen Trizepsköpfe getrennt voneinander erfolgt. Von der Endsehne setzen sich weiterhin Faserzüge in die Unterarmfaszie fort.
In der Sehne des Triceps ist ein Schleimbeutel (Bursa intratendinea olecrani) eingelagert. Zudem ist regelmäßig ein Schleimbeutel zwischen der Sehne und dem Humerus (Bursa subtendinea m. tricipitis brachii) und dem Olekranon (Bursa subcutanea olecrani) und der Haut zu finden.

## Funktion
Der lange Kopf ist ein Bewegemuskel, die eingelenkigen kurzen Köpfe Haltemuskeln. Während das Caput mediale und das Caput laterale nur auf das Ellbogengelenk im Sinne einer Streckung (Extension) wirken, kann das Caput longum zusätzlich den Arm im Schultergelenk an den Körper heranführen (Adduktion) sowie nach hinten bewegen (Retroversion). Das Caput longum des Triceps stabilisiert weiterhin das Schultergelenk, indem es den Teres major als Hypomochlion nutzt. So wird einer dorsalen Luxation des Humeruskopf entgegengewirkt.
Bei vierfüßigen Säugetieren wirkt das Caput longum als kräftiger Schultergelenksbeuger. Der Trizeps ist Antagonist des Musculus biceps brachii.
Die Kraftentfaltung des Triceps als einziger Strecker kann nicht diejenige der Beugemuskeln des Ellenbogengelenkes vollständig ausgleichen. Das Kräfteverhältnis Beuger: Strecker verhält sich wie 5:3. Deshalb ist der frei herabhängende Arm im Ellenbogengelenk leicht gebeugt. Ein Ausfall des Triceps würde sich allerdings in der Neutral-Null-Stellung aufgrund der Eigenschwere nicht bemerkbar machen, sondern erst bei Bewegungen, wie etwa dem Abnehmen eines Hutes. Klinisch kann ein Ausfall des Triceps (Kennmuskel des Segments C7) durch das Ausführen einer Liegestütze bzw. dem Gegendrücken gegen eine Wand getestet werden. Die Funktion des Triceps kann nicht durch andere Muskeln ersetzt werden, zumal die Unterarmstrecker nur eine sehr geringfügige Extension im Ellenbogengelenk ausführen können.

## Bilder

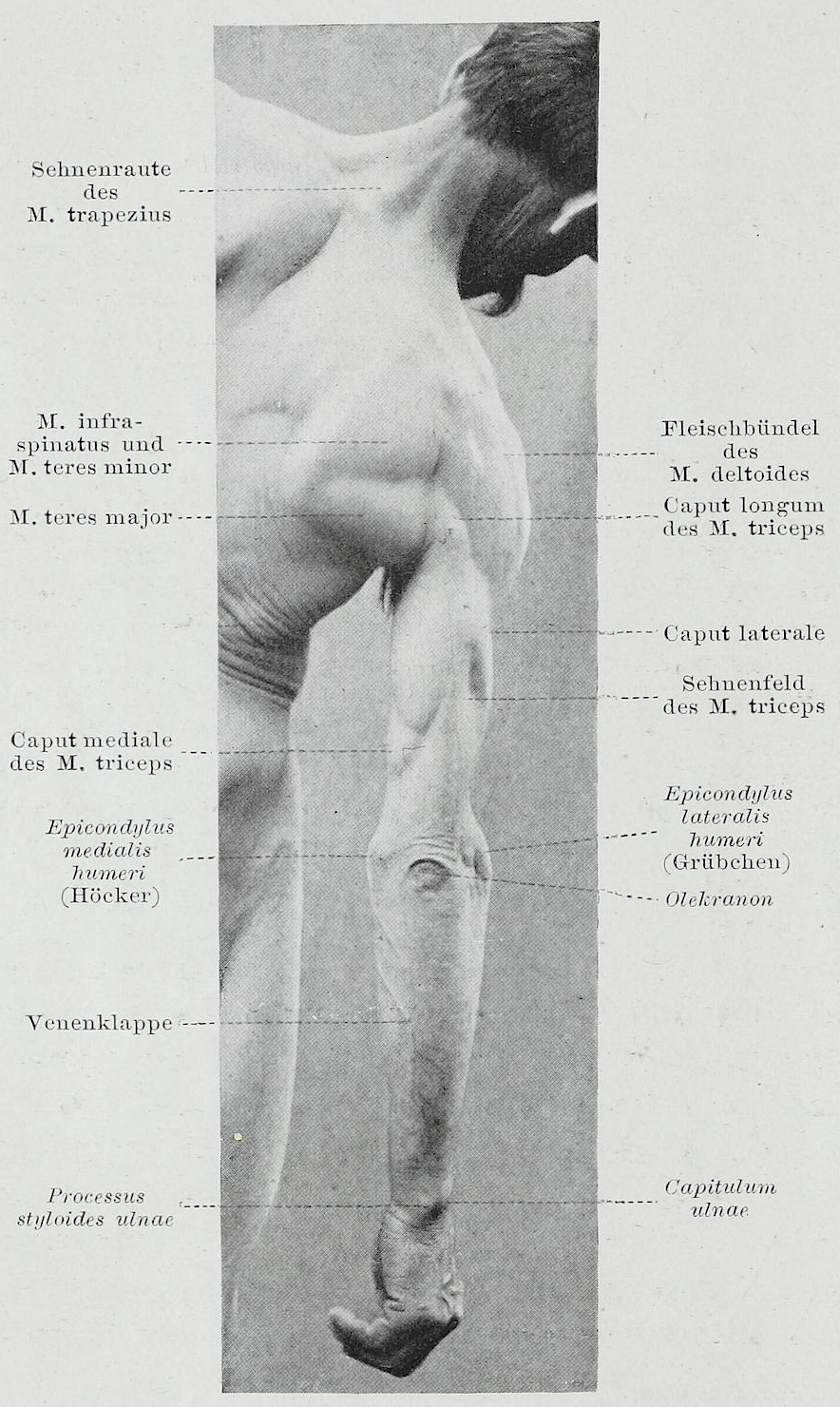
Oberflächenrelief der Hinterseite des Armes in halb pronierter Stellung des Unterarmes.
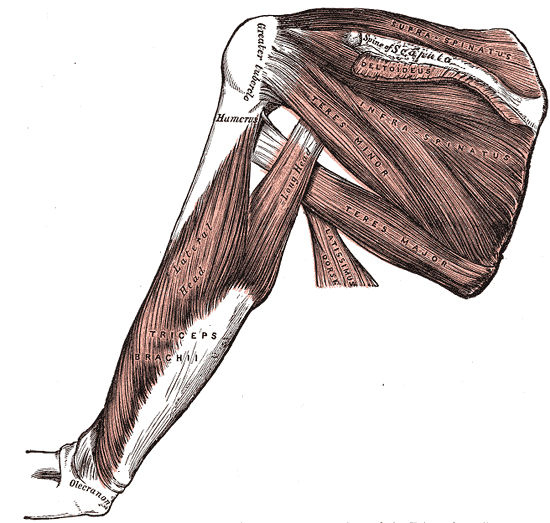
Muskeln des Schulterblatts und Triceps brachii (Ansicht von dorsal).
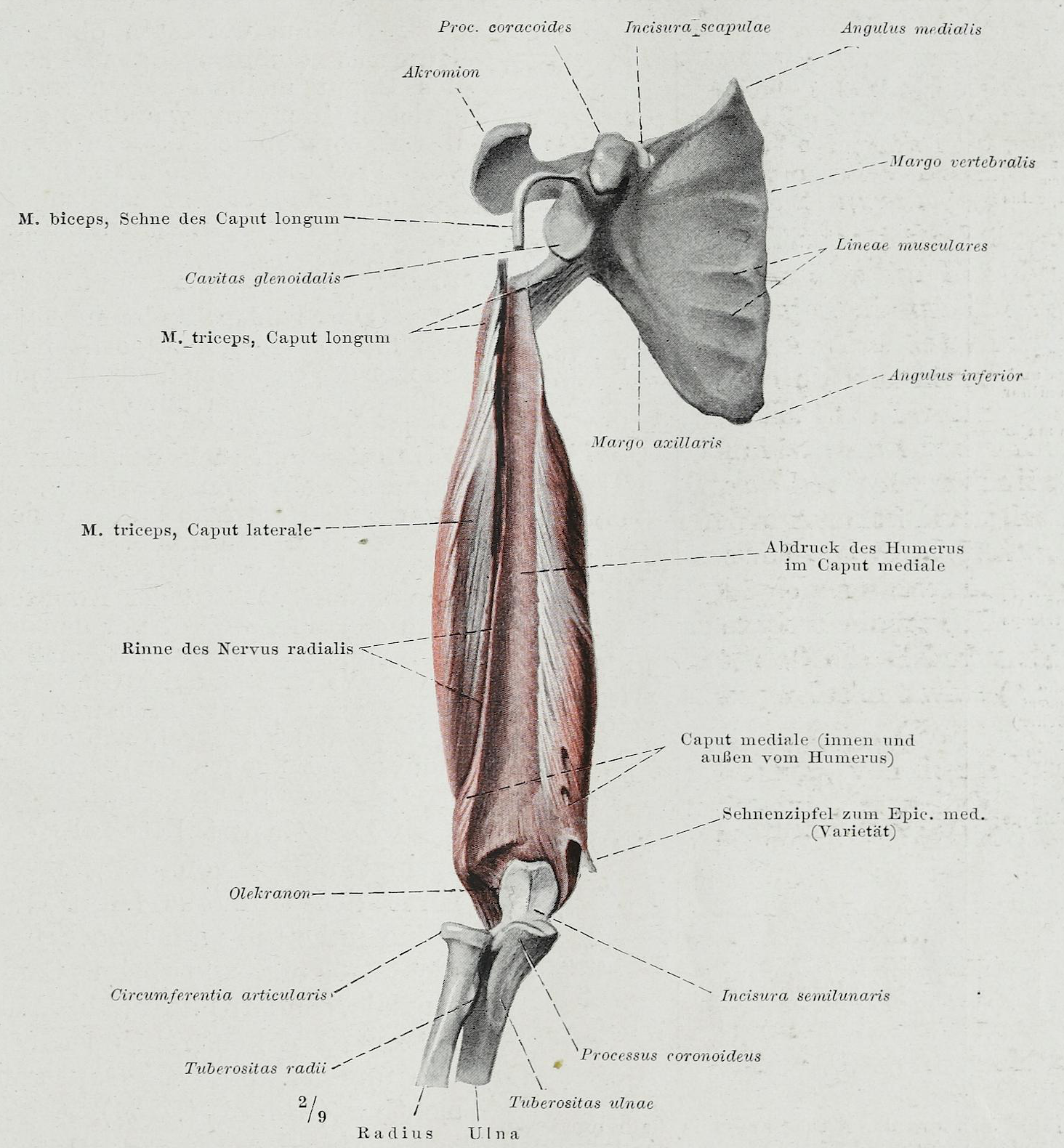
Innenseite des Musculus triceps brachii nach Wegnahme des Humerus. Atypischer Insertionszipfel des Caput mediale am Epicondylus medialis humeri.
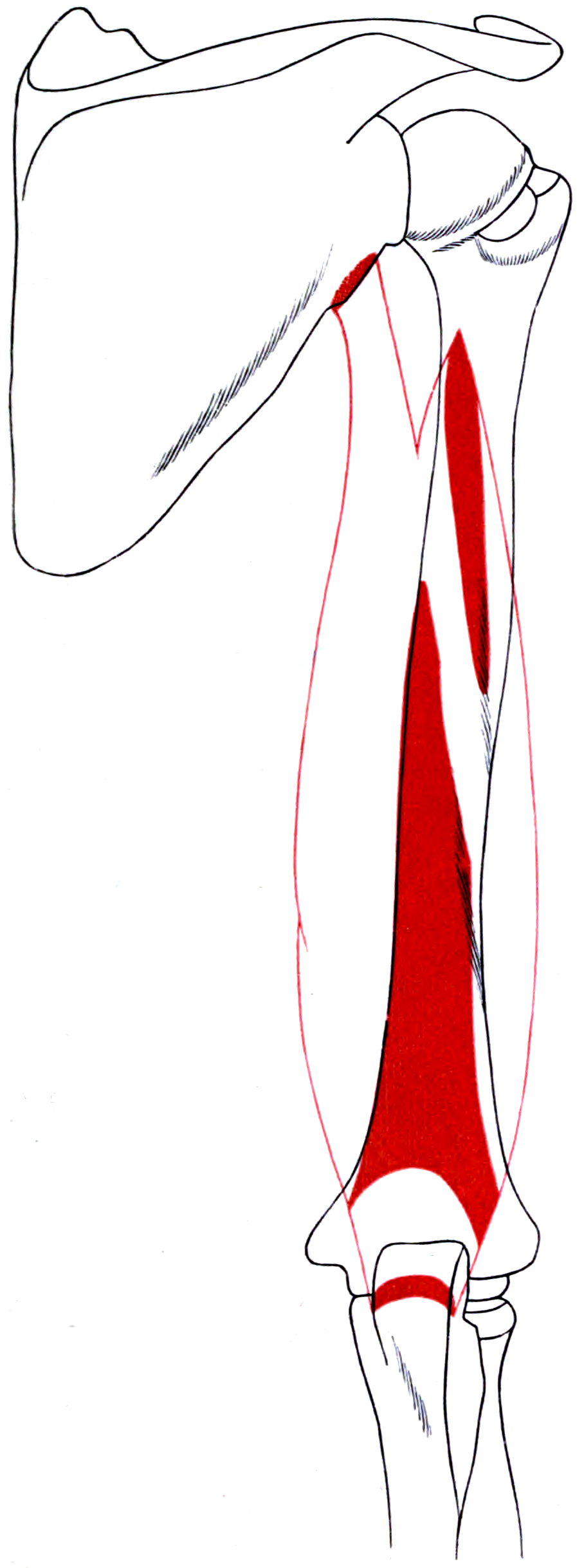
Ursprung und Ansatz vom Musculus triceps brachii (schematisch).
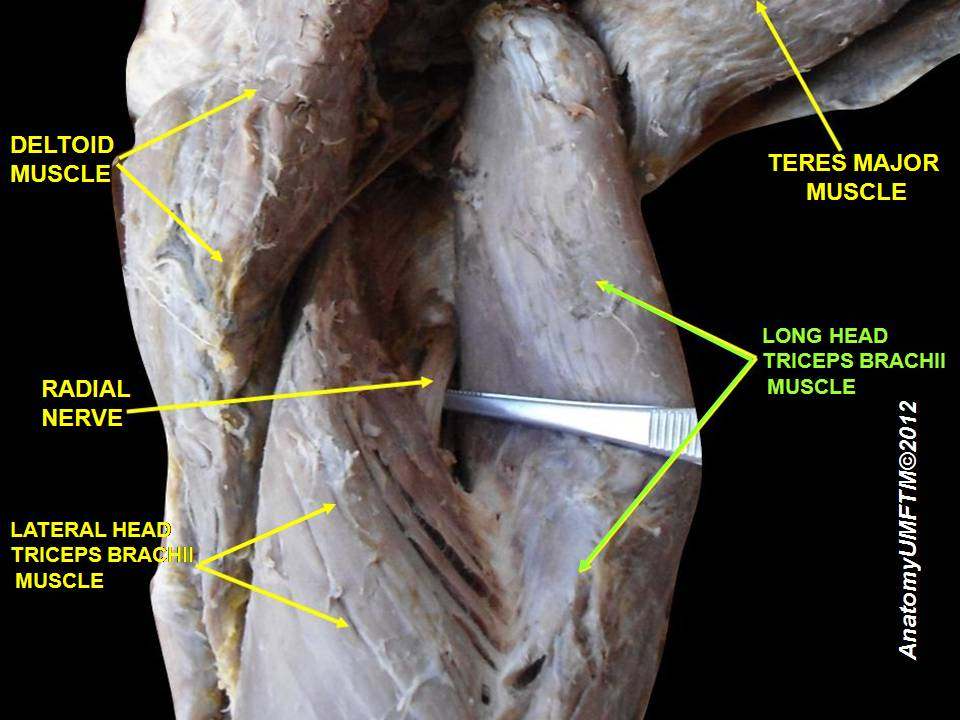
Der N. radialis schlingt sich zwischen dem Caput longum und dem Caput laterale des Triceps brachii hindurch.
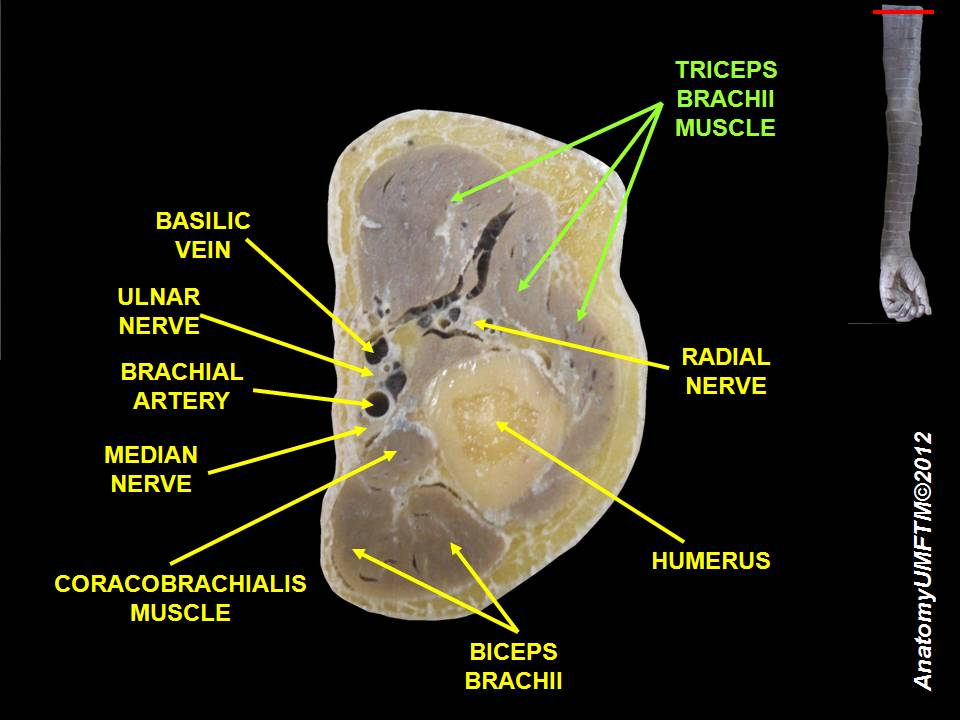
Querschnitt durch den proximalen Oberarm.
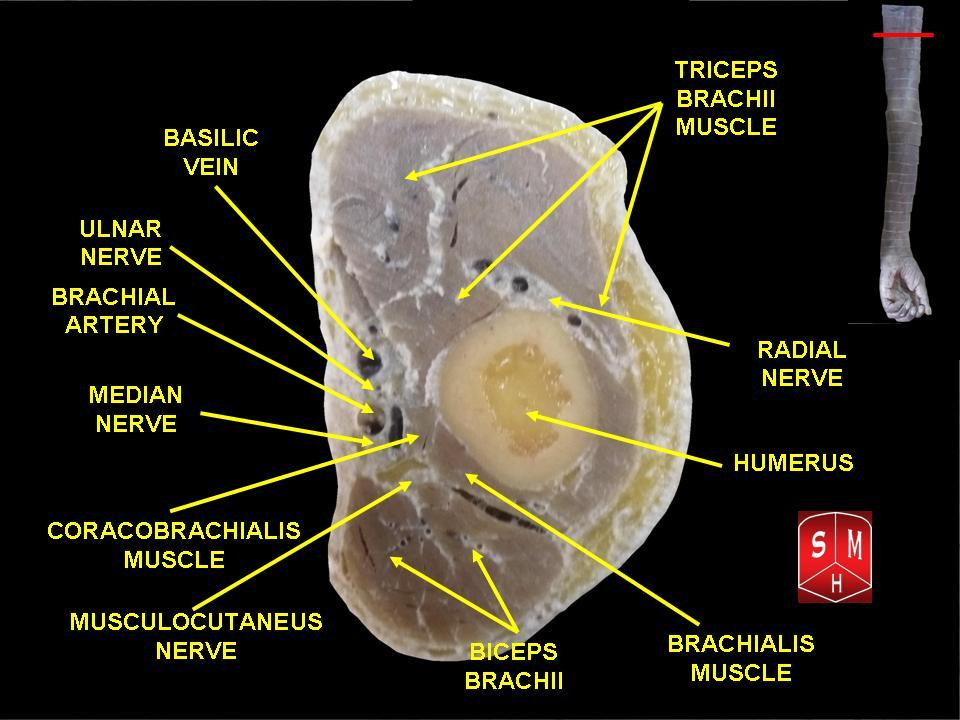
Querschnitt durch den Oberarm (mittlere Höhe).